# Aeroportul Port Elizabeth
Aeroportul Port Elizabeth (IATA: PLZ, ICAO: FAPE) este un aeroport din Provincia Eastern Cape, Africa de Sud ce deservește zona Port Elizabeth. Aeroportul a fost tranzitat în decembrie 2022 de 109.674 de pasageri. A fost deschis în 1929 și numit după David Stuurman⁠(d).
Situat la o altitudine de 68 m, aeroportul dispune de o singură pistă. Este operat de Airports Company South Africa⁠(d).